# Franciszek Młynek
Franciszek Młynek, ps. „Przyzba” (ur. w 23 września 1904 w Białobrzegach, zm. 18 sierpnia 1967 w Przeworsku) – polski regionalista, działacz społeczny i ludowy.

## Życiorys
Urodził się w 23 września 1904 w Białobrzegach. Uczęszczał do szkoły podstawowej w Żołyni, którą ukończył w 1917. Podjął naukę w Gimnazjum Realnym w Łańcucie, które uwieńczył zdaniem egzaminu dojrzałości w 1925. W trakcie nauki w gimnazjum wstąpił do Związku Harcerstwa Polskiego i w 1924 został zastępcą hufcowego. W latach 1925–1930 odbył studia prawnicze na Uniwersytecie Lwowskim, uzyskując tytuł magistra. Podczas studiów wstąpił do Akademii Młodego Ludowca, prowadził wykłady na tzw. Uniwersytetem Niedzielnym.
Podjął równocześnie pracę zawodową w Kasie Rolniczej w Żołyni (1926-1927). W 1928 pełnił funkcję lustratora w Małopolskim Towarzystwie Rolniczo-Leśnym we Lwowie. Rok później zatrudnił się jako księgowy w Szkole Sejmikowej w Hrubieszowie. W latach 1931–1933 pracował jako sekretarz w Magistracie Miasta Zawiercie, zaś w latach 1933-1939 był inspektorem w Wydziale Powiatowym w Zawierciu. W Hrubieszowie poznał swą przyszłą żonę Marię zd. Szumiata (1910-2002). W 1932 zawarli związek małżeński. W 1934 urodził się syn Andrzej (zm. 1974), w 1935 córka Anna (po mężu Więckowska), a w 1946 córka Barbara.
W 1939 wraz z rodziną wrócił do Białobrzegów. Od młodości związany ze Stronnictwem Ludowym, w czasie okupacji współpracował ze Związkiem Walki Zbrojnej i Armią Krajową. W latach 1941–1945 zorganizował na terenie powiatu łańcuckiego Związek Tajnego Nauczania. Nawiązał kontakt z Rządem londyńskim. Pełnił funkcję Powiatowego Delegata Rządu w Przeworsku. Po powrocie do kraju Stanisława Mikołajczyka osobę Franciszka Młynka zaproponowano na stanowisko starosty przeworskiego. Pełnił tę funkcję przez dwa dni, jednak został pozbawiony urzędu przez komunistów.
W latach 1945–1948 pracował jako sekretarz Wydziału Powiatowego w Przeworsku. W 1948 otrzymał funkcję skarbnika w Powiatowym i Gminnym Komitecie Elektryfikacji w Przeworsku, gdzie pracował do 1949. W latach 1949–1953 i 1956-1957 był zatrudniony w Prezydium Powiatowej Rady Narodowej w Przeworsku, w latach 1954-1956 i 1957-1962 w przeworskiej PSS. Następnie w latach 1962-1963 był pracownikiem Okręgowego Zarządu Lasów w Przemyślu, a w latach 1963-1966 Cechu Rzemiosł Różnych w Przeworsku. Od maja 1966 do śmierci pracował w Powiatowym Archiwum w Przeworsku.
Współtworzył Oddział PTTK w Przeworsku (w latach 1952-1960) pełnił funkcję prezesa. W 1955 współorganizował Koło Miłośników Przeworska. Był współautorem (wraz z Józefem Benbenkiem) przewodnika turystycznego Przeworsk i okolice z 1960. W monografii Miasta Polski w 1000-leciu opracował rozdziały dotyczące Przeworska i Kańczugi.
Zmarł 18 sierpnia 1967 w Przeworsku. Pochowany na Starym Cmentarzu w Przeworsku.